# Гэнсин
Гэнсин (яп. 源信; 942 — 6 июля 1017) — японский религиозный деятель, буддийский монах периода Хэйан, популяризатор Учения Чистой Земли в Японии, одним из первых сформулировал догмы амидаизма.

## Жизнеописание
Гэнсин происходил из рода прорицателей Ураба из провинции Ямато. Он учился в монастыре Энряку-дзи школы Тэндай, крупнейшем образовательном центре тогдашней Японии. Учителем молодого монаха был Рёгэн, а жил Гэнсин в местности Ёкава.
В 985 году (1-й год Канна) Гэнсин составил «Собрание сведений о возрождении» (яп. 往生要集 О:дзё:-ё:сю:), в котором изложил основы учения амидаизма. Этот труд завоевал популярность не только среди монахов, но и японской светской знати. Гэнсин считался «мастером пера», поэтому его работы оказали большое влияние на японскую литературу и искусство. Кроме «Собрания сведений о возрождении», он издал «Подборку сведений по Единой Колеснице» (яп. 一乗要決 Итидзё:-ё:кэцу'', 1006), «Собрание кратких сведений о видении сердца» (яп. 観心略要集 Кансин-рякуё:сю:, 1013), «Сокращённые записи Сутры Амиды» (яп. 阿弥陀経略記 Амида-кё: рякуки, 1014) и другие сочинения.
Под влиянием Учения Чистой Земли Гэнсин проповедовал, что человек имеет природу Будды, поэтому его сердце, со всеми добродетелями и пороками, является сердцем Будды. Соответственно, буддист должен стремиться не к совершенству, а к человечности; заниматься не столько медитацией, сколько добрыми делами, которые приносят пользу людям.